# András Schäfer
András Schäfer (Szombathely, 13 de abril de 1999) es un futbolista húngaro que juega en la demarcación de centrocampista para el F. C. Union Berlin de la 1. Bundesliga.

## Selección nacional
Tras jugar con la selección de fútbol sub-18 de Hungría, la sub-19 y la sub-21, finalmente debutó con la selección absoluta el 3 de septiembre de 2020. Lo hizo en un partido de la Liga de Naciones de la UEFA contra Turquía que finalizó con un resultado de 0-1 a favor del combinado húngaro tras el gol de Dominik Szoboszlai.

### Participaciones en Eurocopas
| Copa          | Sede     | Resultado    | Partidos | Goles |
| ------------- | -------- | ------------ | -------- | ----- |
| Eurocopa 2020 | Europa   | Primera fase | 3        | 1     |
| Eurocopa 2024 | Alemania | Primera fase | 3        | 0     |

## Clubes
| Club                                    | País       | Año       | Partidos | Goles |
| --------------------------------------- | ---------- | --------- | -------- | ----- |
| MTK Budapest F. C.                      | Hungría    | 2016-2019 | 49       | 5     |
| Genoa C. F. C.                          | Italia     | 2019      | 0        | 0     |
| A. C. ChievoVerona (cedido)             | Italia     | 2019-2020 | 0        | 0     |
| F. C. DAC 1904 Dunajská Streda (cedido) | Eslovaquia | 2020-2022 | 61       | 4     |
| F. C. Union Berlin                      | Alemania   | 2022-     | 80       | 3     |